# Hysteropezizella holmii
Hysteropezizella holmii är en svampart som tillhör divisionen sporsäcksvampar, och som beskrevs av Svr?ek. Hysteropezizella holmii ingår i släktet Hysteropezizella, och familjen Dermateaceae. Arten är reproducerande i Sverige.